# Brome des toits
Bromus tectorum
Pour les articles homonymes, voir Brome (homonymie).
Espèce
Synonymes
- Anisantha tectorum (L.)

Bromus tectorum, le brome des toits ou brome des murs, est une plante herbacée annuelle de la famille des Poaceae, relativement commune, que l'on rencontre au bords des chemins, dans les friches et sur les vieux murs. C'est une plante rudérale, envahissante et une adventice.

## Description
C'est une herbe à tiges dressées et à feuilles molles vert pâle, de 20 à 50 cm de haut. Elle présente des inflorescences en panicules penchant d'un seul côté composés d'épillets évasés vers l'extrémité comptant une dizaine de fleurs. Les fleurs sont vertes, parfois tirant sur le violet. Elle fleurit du printemps à l'été (entre mai et août).

## Distribution
Cette espèce est originaire des régions tempérées de l'ancien monde : Europe, Afrique du Nord, îles Canaries, Asie occidentale et centrale (de la Turquie à l'Afghanistan), orientale (Chine, Sibérie), ainsi que du sous-continent indien.
Elle s'est naturalisée en Amérique du Nord et du Sud ainsi qu'en Australie.
C'est une plante qui affectionne les terrains secs et calcaires.

## Liste des sous-espèces et variétés
Selon Tropicos (30 juin 2017) (Attention liste brute contenant possiblement des synonymes) :
- sous-espèce Bromus tectorum subsp. lucidus Sales
- sous-espèce Bromus tectorum subsp. tectorum
- variété Bromus tectorum var. glabratus Spenn.
- variété Bromus tectorum var. hirsutus Regel
- variété Bromus tectorum var. longipilus K. Richt.
- variété Bromus tectorum var. nudus Klett & Richt.
- variété Bromus tectorum var. ponticus Asch. & Graebn.
- variété Bromus tectorum var. pubescens Schur
- variété Bromus tectorum var. tectorum
- variété Bromus tectorum var. villosa Seredin

## Utilisation
Cette espèce est utilisée en agriculture biologique pour ses qualités allélopathiques.
Le brome des toits arrive en fin de cycle au printemps, soit au moment où les cultures initient leur développement. À ce stade, c'est-à-dire au printemps et en été, le mulch que forment les restes secs de la plante contribue à limiter le développement d'une flore spontanée indésirable. En laboratoire, les extraits de brome ont montré une forte action inhibitrice sur le développement des autres mauvaises herbes; une action comparable à celle d'Artemisia annua et confirmée dans des essais effectués en serre. Ces propriétés inhibitrices ont également été confirmées au champ, dans un essai utilisant des feuilles sèches de brome des toits comme paillis incorporé au sol.